# Gordon Thomas
Ne doit pas être confondu avec Thomas Gordon.
 (février 2022).
Si vous disposez d'ouvrages ou d'articles de référence ou si vous connaissez des sites web de qualité traitant du thème abordé ici, merci de compléter l'article en donnant les références utiles à sa vérifiabilité et en les liant à la section « Notes et références ».
Gordon Thomas est un journaliste d'investigation gallois, né le 21 février 1933 au pays de Galles et mort le 3 mars 2017, à Bath. Il est notamment l'auteur de plusieurs ouvrages sur le renseignement, cumulant plus de 45 millions d'exemplaires vendus.

## Biographie
Gordon Thomas est né au pays de Galles, dans la maison d'un gardien de cimetière où vivait sa grand-mère. Son père étant un officier de la Royal Air Force, le parcours scolaire de Thomas s'effectue dans différents endroits, aux États-Unis et en Afrique du Sud, pour s'achever à la Bedford Modern School, en Angleterre. Le premier roman dont il co-auteur, Descent into Danger, est publié lorsque Thomas a 17 ans. Il s'agit de l'histoire d'un espion britannique opérant en Russie lors de la Seconde guerre mondiale.
Plus tard, suivant la voie du journalisme, il devient correspondant à l'étranger et couvre des évènements tels que le crise du canal de Suez et la première Guerre du Golfe. Il est également le co-auteur, avec Max Morgan-Witts, de plusieurs enquêtes historiques, comme Les coulisses du krach de 1929 (1979) ou Les dernières heures de Guernica (2007).
La majorité de ses ouvrages traite de renseignement et des agences constituant les services secrets de certains pays occidentaux, en particulier le Mossad, la Central Intelligence Agency (CIA), le Security Service (MI5) et le Secret Intelligence Service (MI6). Critique à l'encontre de la torture et l'expérimentation d'armes chimiques, plusieurs de ses enquêtes ont visé des projets de la CIA, à l'instar de Journey into Madness (1989) et Les armes secrètes de la CIA (2006). 
Gordon Thomas est mort le 3 mars 2017 à Bath au Royaume-Uni.

## Critiques
Selon Sylvain Cypel du Monde, les faits décrits par l'auteur manquent parfois de preuves et de références. Par exemple, en (novembre 2004), il affirma que Ben Laden s'était réfugié en Chine et que le gouvernement chinois négociait avec le gouvernement américain l'arrestation et la remise du Saoudien.
Ses livres ont été décriés dans des critiques écrites par des personnes familières du monde du renseignement. Par exemple, dans son livre sur les services secrets britanniques, il confond à de nombreuses reprises MI5 et MI6. Il n'aborde pas plusieurs évènements importants comme l'incident de Venlo ou le traitement d'Oleg Penkovsky. Il cite une conversation entre Stewart Menzies et Allen Dulles à la conférence de Yalta, alors qu'aucun des deux n'y a assisté, et il dit avoir interviewé William Casey pendant sa retraite, alors que Casey tomba gravement malade en janvier 1987 quand il était encore directeur de la CIA et fut hospitalisé jusqu'à sa mort en mai suivant. 
Une critique de la CIA conclut que « premièrement, aucun autre livre sur le renseignement n'a autant d'erreurs. Deuxièmement, les faits qui sont corrects ne sont pas nouveaux. Troisièmement, bien que l'auteur dise avoir été “acclamé pour ses sources”, il n'y a pas de notes de citation de sources ».

## Ouvrages

### Enquêtes
- (en) (avec Max Morgan-Witts), The Day the World Ended, Madison Books, 1969, 306 p. (ISBN 0812885104)
- (en) (avec Max Morgan-Witts), The San Francisco Earthquake, Stein and Day, 1971, 316 p. (ISBN 978-0812813609)
- La mort qui tomba du ciel : Hiroshima, 6 août 1945, Belfond, 1978, 315 p. (ISBN 2714411673)
- (avec Max Morgan-Witts), Les coulisses du krach de 1929 : Le jeudi noir de Wall Street vécu heure par heure, Belfond, 1979 (ISBN 2714412491)
- (en) (avec Max Morgan-Witts), Dans les couloirs du Vatican, Stock, 1983, 384 p. (ISBN 978-2-234-01661-3)
- (en) (avec Max Morgan-Witts), Les émissaires du Vatican, Stock, 1985, 403 p. (ISBN 978-2-234-01820-4)
- (en) The Jesus Conspiracy : An Investigative Reporter's Look at an Extraordinary Life and Death, Baker Publishing Group, 1987 (ISBN 0801058120)
- Les célibataires de Dieu  (trad. Françoise Mayneris), Stock, 1987, 440 p. (ISBN 978-2-234-02000-9)
- Enquête sur les manipulations mentales : les méthodes de le C.I.A et des terroristes, Albin Michel, 1989, 428 p. (ISBN 2226037802)
- (en) Journey into Madness : The True Story of Secret CIA Mind Control and Medical Abuse, Bantam Books, 1989 (ISBN 0-553-05357-4)
- Les ombres du Mossad, Presses de la Cité, 1999, 426 p. (ISBN 2258051320)
- (en) (avec Martin Dillon), The Assassination of Robert Maxwell : Israel's Superspy, Robson Books, 2002, 352 p. (ISBN 1861055587)
- Les armes secrètes de la CIA : Tortures, manipulations et armes chimiques, Nouveau Monde, 2006, 455 p. (ISBN 978-2-84736-174-2)
- Histoire secrète du Mossad : de 1951 à nos jours, Points, 2007, 663 p. (ISBN 978-2757-80285-4)

- (avec Max Morgan-Witts), Les dernières heures de Guernica, Nouveau Monde, 2007, 320 p. (ISBN 978-2-84736-225-1)
- Histoire des services secrets britanniques, Nouveau Monde, 2008, 610 p. (ISBN 978-2-36583-136-9)
- Mossad : Les nouveaux défis, Nouveau Monde, 2006, 269 p. (ISBN 978-2847361919)

### Romans
- Parfum de mort, Ramsey, coll. « Nuit Blanche », 1999, 476 p. (ISBN 978-2841141739)
- Ozone meurtrier, Lefrancq, coll. « Attitudes », 1998, 439 p. (ISBN 978-2871534280)